# Matoller de Madagascar
El matoller de Madagascar (Nesillas typica) és una espècie d'ocell de la família dels acrocefàlids (Acrocephalidae).

## Hàbitat i distribució
Habita la malesa dels boscos i vegetació baixa i densa de les terres baixes de Madagascar i l'illa de Mohéli, a les Comores.